# Maxim Dal
Maxim Dal, né le 26 janvier 2006 en Allemagne, est un footballeur allemand qui évolue au poste de défenseur central au FSV Mayence.

## Biographie

### En club
Né en Allemagne, Maxim Dal est notamment formé au FSV Mayence. Avec les U19 du club, il contribue au sacre de son équipe, championne d'Allemagne junior lors de la saison 2022-2023. Il est récompensé de sa saison en signant son premier contrat professionnel avec le FSV Mayence. Il est alors lié au club jusqu'en juin 2027,.

### En sélection
Maxim Dal représente l'équipe d'Allemagne des moins de 17 ans, jouant son premier match avec cette sélection le 19 octobre 2022 contre la Moldavie. Il est titularisé et son équipe l'emporte (4-0 score final).
En mai 2023, il est retenu avec les moins de 17 ans par le sélectionneur Christian Wück (en) afin de participer au Championnat d'Europe.
L'Allemagne atteint la finale de la compétition après sa victoire face à la Pologne le 30 mai 2023 (3-5 score final). Il est titularisé lors de la finale, remportée par les Allemands face à la France après une séance de tirs au but, le 2 juin 2023.

## Palmarès
Allemagne -17 ans
- Championnat d'Europe -17 ans
  - Vainqueur : 2023
- Coupe du monde des moins de 17 ans (1)
  - Vainqueur en 2023